# Luzia Hartsuyker-Curjel
Luzia Hartsuyker-Curjel (Karlsruhe, 15 de febrero de 1926-Laren, 17 de abril de 2011) fue una arquitecta neerlandesa de origen alemán. Es recordada por sus diseños innovadores y por su colaboración con el arquitecto neerlandés de origen italiano Enrico Hartsuyker. Se prestó mucha atención a su proyecto Biopolis, una ciudad satélite planeada para La Haya pero nunca realizada.

## Primeros años y educación

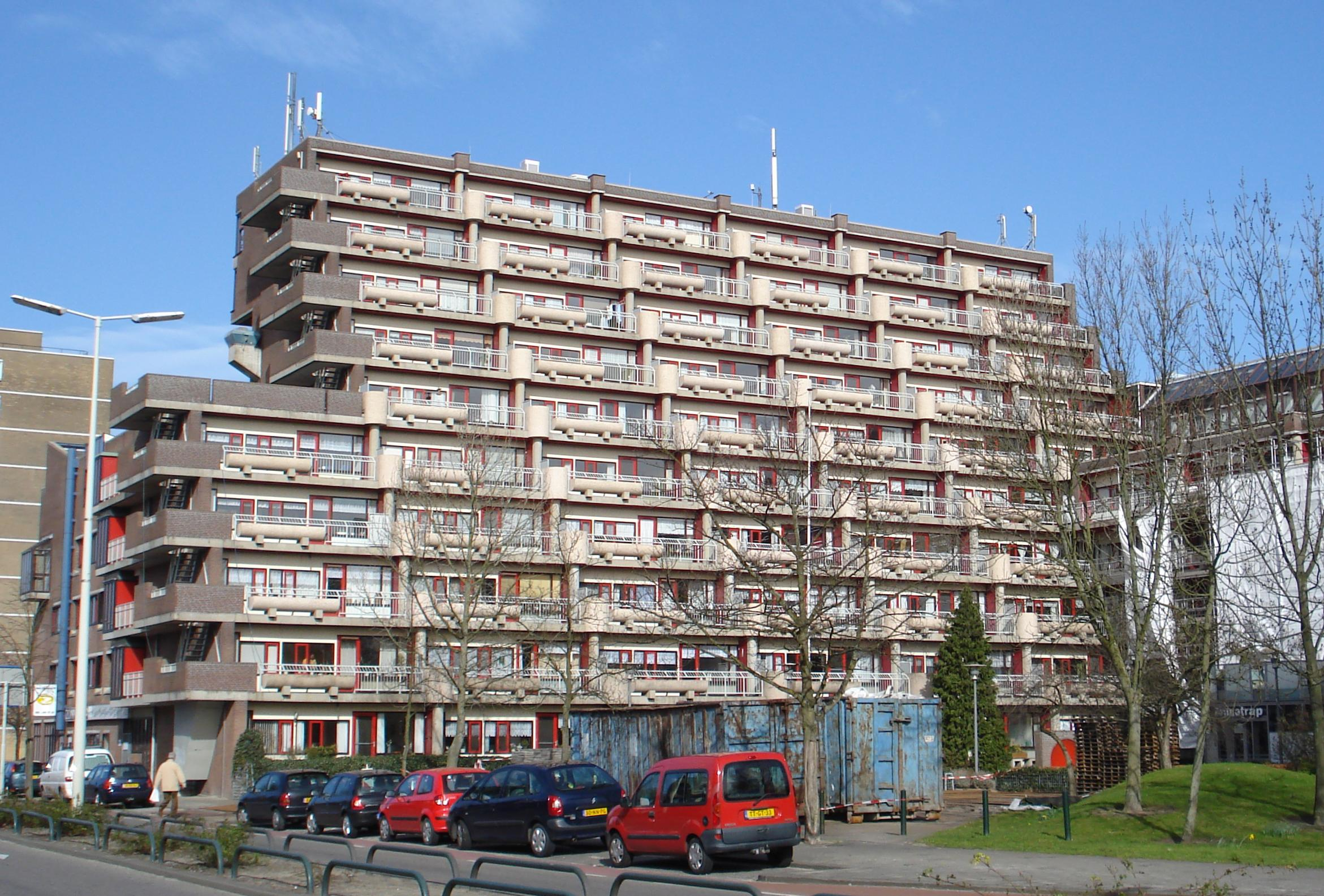
El Centro Zonnetrap, Róterdam (1980)

Hartsuyker-Curjel nació en 1926 en Karlsruhe, Alemania. Su padre, Hans Curjel, hijo del arquitecto Robert Curjel, fue historiador del arte y pianista. Su madre, Gabriella Fahrner, también había estudiado música y tocaba el violonchelo. Como sus padres eran judíos, la familia se mudó a Suiza cuando ella tenía seis años. Estudió arquitectura en la Escuela Politécnica Federal de Zúrich donde conoció al estudiante de arquitectura italianoneerlandés y futuro esposo Enrico Hartsuyker. Siegfried Giedion, un amigo cercano de su padre, Hans Curjel, los alentó en sus estudios.

## Carrera profesional
En 1953, la pareja se instaló en Países Bajos. A partir de la década de 1960, recibieron grandes encargos para trabajos de reconstrucción en Ámsterdam y Arnhem. Sus desarrollos de viviendas con atrio en Amsterdam-Buitenveldert (1965) contribuyeron a su reputación en evolución. Sus diseños de viviendas sociales incluyeron diseños alternativos con nuevas opciones espaciales, a menudo con un patio central y ligeras diferencias en los niveles de las habitaciones. Las cocinas y los baños a menudo tenían una ubicación céntrica.
Sus modelos de planificación urbana, Biopolis e Hydropolis, llamaron mucho la atención, ya que tenían como objetivo integrar varias funciones en un desarrollo de edificios. Si bien estos dos proyectos no se realizaron, su enfoque se puede ver en el centro de ancianos Zonnetrap en Róterdam (1980) que, además de alojamiento residencial, proporcionó tiendas, pequeñas empresas y talleres, atrayendo a una variedad de personas al vecindario, no solo La gente vieja. El concepto sigue siendo apreciado en la actualidad.
En la década de 1980, Luzia Hartsuyker se hizo conocida por sus hogares "amigables con las mujeres", superando los diseños tradicionalmente jerárquicos con habitaciones de tamaños más iguales. Se pueden ver ejemplos en Ámsterdam, Apeldoorn e IJsselstein.
Luzia Hartsuyker-Curjel murió el 17 de abril de 2011 en Laren.